# Ciclo di Calvin
Il ciclo di Calvin-Benson della fotosintesi clorofilliana è un processo metabolico ciclico che avviene nello stroma del cloroplasto e che utilizza ATP e NADPH provenienti dalla fase luce-dipendente per sintetizzare glucosio. Questo ciclo costituisce la cosiddetta fase oscura della fotosintesi ed è indipendente dalla luce. La ferredossina, ridotta dall'assorbimento della radiazione luminosa, si ossida riducendo le tioredossine. Queste hanno l'importante ruolo di attivare gli enzimi che regolano le reazioni del ciclo.
Il processo fissa una molecola di CO2 a una molecola a 5 atomi di carbonio, il ribulosio-1,5-bisfosfato, grazie a un enzima chiamato RuBisCO (ribulosio-1,5-bisfosfato carbossilasi ossigenasi); una serie di reazioni che coinvolgono idrogeni già disponibili nel NADPH e provenienti dalla fotolisi dell'acqua permettono la sintesi del saccarosio, dalla cui scissione si ricavano glucosio e fruttosio.

## Formazione di glucosio attraverso il ciclo di Calvin-Benson

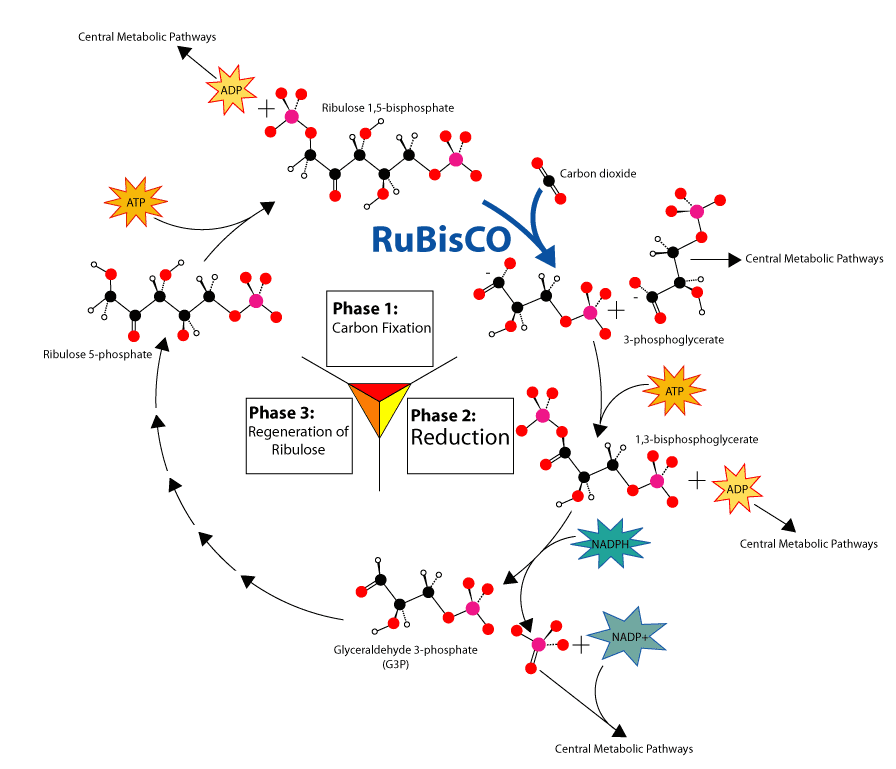
Visione completa delle reazioni del ciclo di Calvin

Il glucosio è costituito da sei atomi di carbonio mentre la CO2 ne ha uno solo. Con il ciclo di Calvin-Benson 6 molecole di partenza, il chetozucchero pentoso Ribulosio 1,5-bisfosfato, si legano a 6 molecole di CO2; si ottengono quindi 12 molecole a tre atomi di carbonio (C3) gliceraldeide-3-fosfato: dieci di queste riformano il 6 ribulosio bisfosfato di partenza, le altre due danno una molecola di glucosio a sei atomi di carbonio, che rappresenta il guadagno netto del ciclo.
La prima reazione del ciclo di Calvin-Benson consiste nel rilascio di anidride carbonica, per opera dell'enzima stromatico ribulosio-1,5-bisfosfato carbossilasi/ossigenasi (RuBP carbossilasi/ossigenasi o RuBisCO), su un composto organico a 5 atomi di carbonio, il ribulosio-1,5-bisfosfato (RuBP), con l'intervento di una molecola di acqua. Ciò porta alla formazione di un composto instabile a 6 atomi di carbonio, che immediatamente si decompone in due molecole a 3 atomi di carbonio, il 3-fosfoglicerato (acido 3-fosfoglicerico, PGA). Poiché il primo composto stabile che si forma dopo la fissazione della CO2, il PGA, contiene 3 atomi di carbonio, il ciclo di Calvin-Benson viene anche chiamato ciclo C3.
Ogni molecola di PGA si lega poi a un gruppo fosfato proveniente dalla scissione dell'ATP (quello che si è formato durante la fase luminosa) trasformandosi così in 1,3-bisfosfoglicerato. Quest'ultimo, utilizzando l'energia che deriva dall'ossidazione del NADPH, anch'esso proveniente dalla fase luminosa, e dalla rottura di un legame fosforico, viene infine ridotto a 3-fosfogliceraldeide (PGAL o GAP). Il NADP, ormai ossidato, ritorna quindi nella catena di trasporto degli elettroni della fase luminosa, pronto a essere nuovamente ridotto per poi venire ancora ossidato.

## Fasi della reazione
Nella prima fase del ciclo di Calvin, una molecola CO2 viene incorporata in una delle due molecole a tre atomi di carbonio (gliceraldeide 3-fosfato o G3P), dove utilizza due molecole di ATP e due molecole di NADPH, che era stato prodotto nella fase dipendente dalla luce. I tre passaggi coinvolti sono:

Fase 1 del ciclo di Calvin (i cerchi neri rappresentano gli atomi di carbonio)

Ciclo di Calvin fasi 2 e 3 combinate

1. L'enzima RuBisCO catalizza la carbossilazione del ribulosio-1,5-bisfosfato, RuBP, un composto a 5 atomi di carbonio, mediante anidride carbonica (per un totale di 6 atomi di carbonio) in una reazione in due fasi.[1] Il prodotto del primo passaggio è il complesso enediol-enzima che può catturare CO2 o O2. Pertanto, il complesso enediolo-enzima è la vera carbossilasi/ossigenasi. Il CO2 catturato dall'enediolo nella seconda fase produce un composto instabile a sei atomi di carbonio chiamato 2-carbossi 3-cheto 1,5-bifosforibotolo (CKABP[2]) (o 3-cheto-2-carbossiarabinitolo 1,5-bisfosfato) che per idrolisi utilizzando 1 molecola d'acqua si scinde immediatamente in 2 molecole di 3-fosfoglicerato (scritto anche come acido 3-fosfoglicerico, PGA, 3PGA o 3-PGA), un composto a 3 atomi di carbonio.[3]
2. L'enzima fosfoglicerato chinasi catalizza la fosforilazione del 3-PGA da parte dell'ATP (prodotto nella fase dipendente dalla luce). 1,3-Bisfosfoglicerato (glicerato-1,3-bisfosfato) e ADP sono i prodotti. (Tuttavia, nota che vengono prodotti due 3-PGA per ogni CO2 che entra nel ciclo, quindi questo passaggio utilizza due ATP per CO2 fisso.)
3. L'enzima gliceraldeide-3-fosfato deidrogenasi catalizza la riduzione di 1,3BPGA da parte del NADPH (che è un altro prodotto dello stadio fotodipendente). Viene prodotta la gliceraldeide 3-fosfato (chiamata anche G3P, GP, TP, PGAL, GAP) e il NADPH stesso viene ossidato e diventa NADP+. Ancora una volta, vengono utilizzati due NADPH per CO2 fisso.

Fase di rigenerazione del ciclo di Calvin

La fase successiva del ciclo di Calvin è la rigenerazione del RuBP. Cinque molecole di G3P producono tre molecole di RuBP, utilizzando fino a tre molecole di ATP. Poiché ogni molecola CO2 produce due molecole di G3P, tre molecole CO2 producono sei molecole di G3P, di cui cinque sono utilizzate per rigenerare RuBP, lasciando un guadagno netto di una molecola di G3P per tre CO2 molecole (come ci si aspetterebbe dal numero di atomi di carbonio coinvolti).

Ciclo C3 semplificato con formule di struttura

La fase di rigenerazione può essere suddivisa in una serie di fasi.
1. La trioso fosfato isomerasi converte tutto il G3P in modo reversibile in diidrossiacetone fosfato (DHAP), anch'esso una molecola a 3 atomi di carbonio.
2. Aldolasi e fruttosio-1,6-bisfosfatasi convertono un G3P e un DHAP in fruttosio 6-fosfato (6C). Uno ione fosfato viene perso in soluzione.
3. Quindi la fissazione di un altro CO2 genera altri due G3P.
4. F6P ha due atomi di carbonio rimossi dalla transketolasi, dando eritrosio-4-fosfato (E4P). I due atomi di carbonio sulla transketolasi vengono aggiunti a un G3P, dando il chetoso xilulosio-5-fosfato (Xu5P).
5. E4P e un DHAP (formato da uno dei G3P dalla seconda fissazione CO2) vengono convertiti in sedoeptulosio-1,7-bisfosfato (7C) dall'enzima aldolasi.
6. Sedoheptulose-bisphosphatase|Sedoheptulose-1,7-bisphosphatase (uno dei soli tre enzimi del ciclo di Calvin che sono unici per le piante) scinde il sedoheptulose-1,7-bisfosfato in sedoheptulose-7-fosfato, rilasciando uno ione fosfato inorganico in soluzione.
7. La fissazione di un terzo CO2 genera altri due G3P. Il chetoso S7P ha due atomi di carbonio rimossi dalla transchetolasi, dando ribosio-5-fosfato (R5P), e i due atomi di carbonio rimanenti sulla transchetolasi vengono trasferiti a uno dei G3P, dando un altro Xu5P. Questo lascia un G3P come prodotto della fissazione di 3 CO2, con generazione di tre pentosi che possono essere convertiti in Ru5P.
8. R5P viene convertito in ribulosio-5-fosfato (Ru5P, RuP) dalla fosfopentosio isomerasi. Xu5P viene convertito in RuP dall'epimerasi fosfopentosa.
9. Infine, la fosforibulochinasi (un altro enzima unico della via) fosforila RuP in RuBP, ribulosio-1,5-bisfosfato, completando il "ciclo" di Calvin. Ciò richiede l'ingresso di un ATP.

Pertanto, dei sei G3P prodotti, cinque vengono utilizzati per produrre tre molecole di RuBP (5C) (per un totale di 15 atomi di carbonio), con un solo G3P disponibile per la successiva conversione in esoso. Ciò richiede nove molecole di ATP e sei molecole di NADPH per tre molecole di CO2. L'equazione del ciclo complessivo di Calvin è mostrata schematicamente di seguito.

L'equazione generale del ciclo di Calvin (i cerchi neri rappresentano gli atomi di carbonio)

RuBisCO reagisce anche in modo competitivo con O2 invece di CO2 nella fotorespirazione. Il tasso di fotorespirazione è più alto alle alte temperature. La fotorespirazione trasforma RuBP in 3-PGA e 2-fosfoglicolato, una molecola a 2 atomi di carbonio che può essere convertita tramite glicolato e gliossalato in glicina. Tramite il sistema di scissione della glicina e il tetraidrofolato, due glicine vengono convertite in serina più CO2. La serina può essere riconvertita in 3-fosfoglicerato. Pertanto, solo 3 dei 4 atomi di carbonio di due fosfoglicolati possono essere riconvertiti in 3-PGA. Si può vedere che la fotorespirazione ha conseguenze molto negative per la pianta, perché, invece di fissare CO2, questo processo porta alla perdita di CO2. La fissazione del carbonio C4 si è evoluta per aggirare la fotorespirazione, ma può verificarsi solo in alcune piante originarie di climi molto caldi o tropicali, ad esempio il mais. Inoltre, i RuBisCO che catalizzano le reazioni di fotosintesi indipendenti dalla luce mostrano generalmente una migliore specificità per CO2 rispetto a O2, al fine di minimizzare la reazione di ossigenazione. Questa specificità migliorata si è evoluta dopo che RuBisCO ha incorporato una nuova subunità proteica.

## Prodotti del ciclo di Calvin-Benson
Ogni 6 molecole di CO2 fissate nel ciclo di Calvin-Benson, si ha la formazione di 12 molecole di gliceraldeide-3-fosfato (G3P) e di queste, 10 continuano il ciclo fino a ricostituire, attraverso una serie di reazioni, 6 molecole di RuBP (nella fase di ricostruzione delle 6 molecole di RuBP vengono consumate altre 6 molecole di ATP) mentre 2 escono dal ciclo per seguire un destino completamente diverso. Queste 2 molecole di gliceraldeide-3-fosfato, che rappresentano il guadagno netto del ciclo, si uniscono per formare il fruttosio bisfosfato dal quale poi si origina, nella maggior parte dei casi, il glucosio fosfato. Quest'ultimo, non appena sintetizzato, può seguire vari destini:
1. viene unito al fruttosio fosfato per formare saccarosio che, attraverso il sistema conduttore, viene trasportato alle varie parti della pianta;
2. in alternativa, più molecole di glucosio fosfato si possono unire tra loro formando amido primario all'interno dello stesso cloroplasto;
3. il glucosio fosfato può servire per la sintesi di altre molecole quali, ad esempio, la cellulosa.

La presenza del ciclo di Calvin-Benson nella fotosintesi fa sì che si rigeneri continuamente la molecola in grado di agganciare la CO2 (RuBP), assicurandone sempre la presenza nel cloroplasto. Inoltre nelle reazioni cicliche i passaggi sono graduali, così da richiedere ogni volta una limitata quantità di energia corrispondente a quella che può fornire la rottura di un legame ad alta energia come quello dell'ATP.

## Riassunto
Gli eventi che hanno luogo durante la fase oscura possono essere distinti in tre tappe:
1. fissazione della CO2 su un accettore (RuBP);
2. utilizzo dell'ATP e del potere riducente (NADPH) provenienti dalla fase luminosa;
3. rigenerazione dell'accettore della CO2 (RuBP).